# Крива на обучението
Кривата на обучението е крива, която описва връзката между времето за обучение на дадено умение и напредъка на учащия при изпълнението на изследваната задача. Първоначалната му употреба е в когнитивната психология, но оттогава се е разширила и в икономиката, изследвания на ефективността, индустриално инженерство и управление и др.
Редица алтернативни или свързани с тях термини описват крива на обучение, в подобен контекст, като крива на опита, начална крива или крива на ефективността.

## Крива
- Фиг.1: Кривата на обучението за един обект, показва как обучението се подобрява с опита
- Фиг.2: Кривата на обучението усредена за много изпитания е гладка и може да бъде изразена като математическа функция